# Juli Asclepiòdot
Juli Asclepiòdot (en llatí Iulius Asclepiodotus) va ser un magistrat i militar romà del segle iii.
Segons la Història Augusta va ser prefecte del pretori amb els emperadors Aurelià, Marc Aureli Probe i Dioclecià. Va ser cònsol l'any 292, juntament amb Afrani Annibalià.
L'any 296 va acompanyar al cèsar Constanci Clor a restablir el control romà de Britànnia en mans dels usurpadors Carausi i Al·lecte.

## Llegenda
Juli Asclepiòdot apareix a la Historia Regum Britanniae de Jofre de Monmouth, on és considerat rei de Britànnia. Era duc de Cornualla i va ser coronat rei per substituir Al·lecte, un general romà que oprimia els britànics. Va derrotar i matar Al·lecte prop de Londres i va assetjar les seves tropes que eren a la ciutat. Finalment els va donar un salconduit per sortir de l'illa, però els habitants del Regne de Gwynedd van fer presoners als soldats que marxaven i els van tallar el coll. Asclepiòdot va ser nomenat rei i va regnar en pau durant deu anys.